# Thon Maker
Thon Marial Maker (Wau, Sudan del Sud, 25 de febrer de 1997) és un jugador de bàsquet amb passaport sud-sudanès i australià que actualment juga als Long Jersey Nets, equip de la NBA G League. Mesura 2,16m (7 peus i 1 polzada) i juga com a pívot.

## Inicis
Thon Maker va néixer a Wau, Sudan (actualment Sudan del Sud) el 25 de febrer de 1997. Però a causa de la guerra civil del sudan va haver de marxar del país amb els seus oncles i el seu germà, Matur, cap a Uganda. Allà, van ésser acceptats com a refugiats per Austràlia. La seva família es va instal·lar a Perth, quan Maker tenia tan sols 5 anys. Thon Maker jugava sovint a futbol i va ser descobert per un caça-talents anomenat Edward Smith, que es dedicava a buscar nois amb talent dels suburbis per tal de donar-los una oportunitat, que d'una altra manera no tindrien. Ed va convèncer a la família de Maker, per tal que ell es traslladés a Sydney i allà jugués a basquetbol i estudiés. Així va ser, Maker es va traslladar al 2011 a Sydney i va canviar la pràctica futbolística pel basquetbol, jugant pel St. George Basketball Association. Tot i axí, Maker va marxar de l'equip abans dels play-offs per anar a un campus de bàsquet a Texas. Allà va mostrar el seu talent com a jugador i el seu potencial.

## Institut
Als Estats Units, Maker va anar a tres instituts diferents, dos a Louisiana i a Carlisle School, Virgínia. Durant la seva etapa al Carlisle School, des del 2012 fins al 2014, va anotar una mitjana per partit de 22'2 punts, 1'9 assistències, 13'1 rebots, 1'4 robatoris i 4'5 taps. Va disputar un total de 53 partits.
El 5 de setembre de 2014, Thon i el seu germà, Marial, es van inscriure al Athlete Institute de Mono, Ontario, Canadà. A més a més, també es van incorporar al Orangeville District Secondary School de Orangeville, una ciutat a prop de Mono.
Al 2015 va participar a Portland, Oregon, al Nike Hoop Summit, una competició patrocinada per Nike en que competeixen els millors jugadors júnior dels Estats Units contra els millors júniors de la resta del món. Jugant amb el seu compatriota, Ben Simons, l'equip de la resta del món va aconseguir derrotar els Estats Units per 103 a 101. Maker va anotar 2 punts, va caputrar 10 rebots i va fer 1 tap.

## Carrera professional

### Draft
Maker va decidir presentar-se al draft del 2016 per tal de poder jugar en un equip professional de l'NBA. Tot i no haver jugat mai en un equip universitari dels Estats Units (requisit per a poder entrar al Draft), Maker va aconseguir entrar-hi. Ho va aconseguir, demostrant que s'havia graduat a l'institut, però que s'havia quedat un any més com a estudiant, complint amb els requisits d'edat i un any després de la seva graduació a l'institut. Va ser seleccionat pels Milwaukee Bucks en la posició 10 de la primera ronda del draft del 2016.

### Milwaukee Bucks (2016-)
Durant la NBA Summer League del 2016 va anotar de mitjana de 14'2 punts per partit i 9'6 rebots. Maker va debutar a la NBA el 30 d'octubre de 2016 en un partit en què els Bucks van acabar perdent contra els pistons, quan faltaven 95 segons per la finalització de l'enfrontament. Maker no va anotar cap punt però va capturar un rebot defensiu. El 21 de gener de 2017 va jugar el seu primer partit com a titular en un partit que els Bucks van acabar perdent davant dels Heat, anotant un total de 6 punts, 1 rebot ofensiu i 1 robatori en els 18 minuts que disputà. El 31 de març de 2017 va anotar la xifra més alta de punts en la seva carrera, un total de 23, en un partit contra els Pistons de Detroit. El 4 d'abril de 2017 en un partit contra els Thunder que els Bucks van acabar perdent, Maker va aconseguir capturar un total de 7 rebots, la xifra més alta de la temporada regular de 2016-2017.

### Temporada regular[17]
| Any     | Equip           | PJ | PT | Min  | %TC  | %T3  | %TL  | RPP | APP | ROB | TPP | PPP |
| ------- | --------------- | -- | -- | ---- | ---- | ---- | ---- | --- | --- | --- | --- | --- |
| 2016-17 | Milwaukee Bucks | 57 | 34 | 9.9  | .459 | .378 | .653 | 2.0 | .4  | .2  | .5  | 4.0 |
| 2017-18 | Milwaukee Bucks | 64 | 12 | 17.5 | .412 | .301 | .699 | 3.3 | .6  | .5  | .8  | 4.9 |
| Total   |                 |    |    |      |      |      |      |     |     |     |     |     |

### Playoffs
| Any   | Equip     | PJ | PT | MPP  | %TC  | %3P  | %TL  | RPP | APP | ROB | TPP | PPP |
| ----- | --------- | -- | -- | ---- | ---- | ---- | ---- | --- | --- | --- | --- | --- |
| 2017  | Milwaukee | 6  | 6  | 19.3 | .387 | .200 | .818 | 3.2 | 2.0 | .8  | 1.8 | 5.8 |
| Total | Total     | 6  | 6  | 19.3 | .387 | .200 | .818 | 3.2 | 2.0 | .8  | 1.8 | 5.8 |